# Jaufenpas
De Jaufenpas of, in het Italiaans, Passo di Monte Giovo is een bergpas in het Italiaanse Zuid-Tirol. De 2099 meter hoge pas verbindt het Passeiertal bij Sankt Leonhard in Passeier met het Wipptal bij Sterzing, dicht bij de Brennerpas. De bochtenrijke weg heeft twintig keerpunten en een totale lengte van 39 km.
De Jaufenpas vormt de kortste verbinding tussen Meran en Sterzing en verbindt de Sarntaler met de Stubaier Alpen. Ten noorden van de pasweg liggen de hoge bergtoppen van de Stubaier Alpen, ten zuiden die van de Sarntaler Alpen. Rondom de pas liggen de toppen van de Jaufenspitz (2483 meter) en de Saxner (2359 meter) en het brede Ratschingstal.

## Foto's

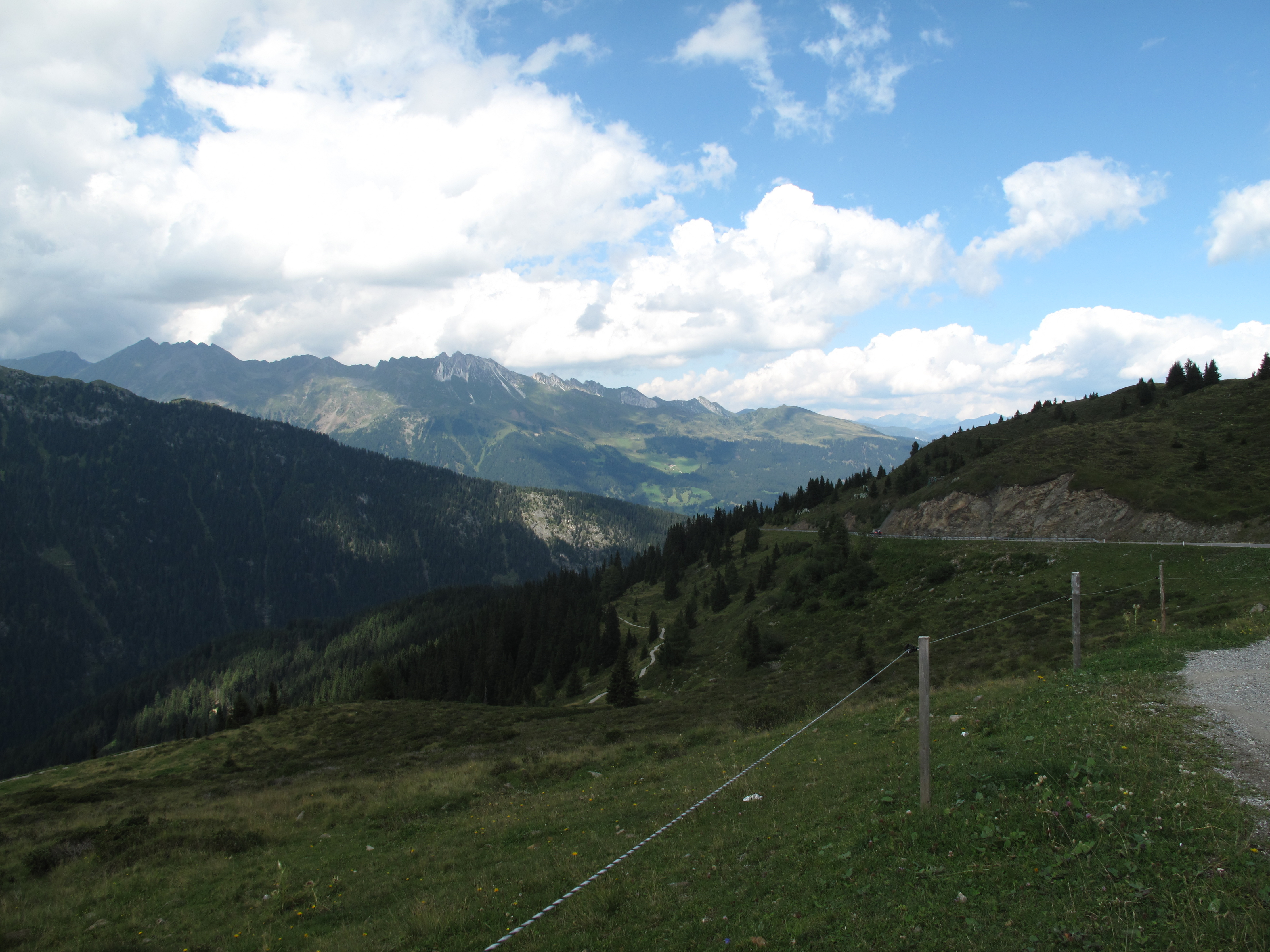
tussen de Jaufenpass en Kalch, panorama
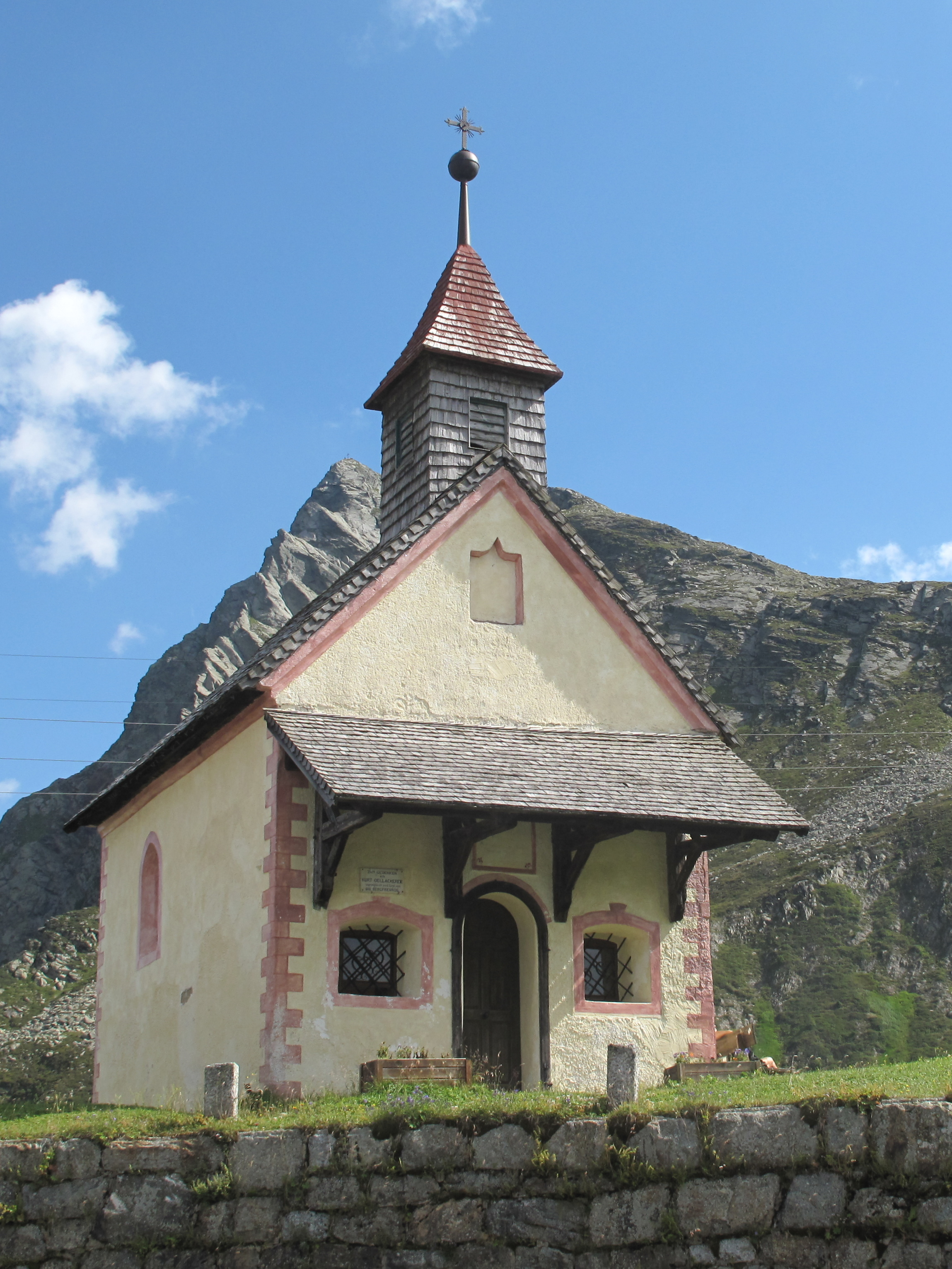
Jaufenpass, kapel
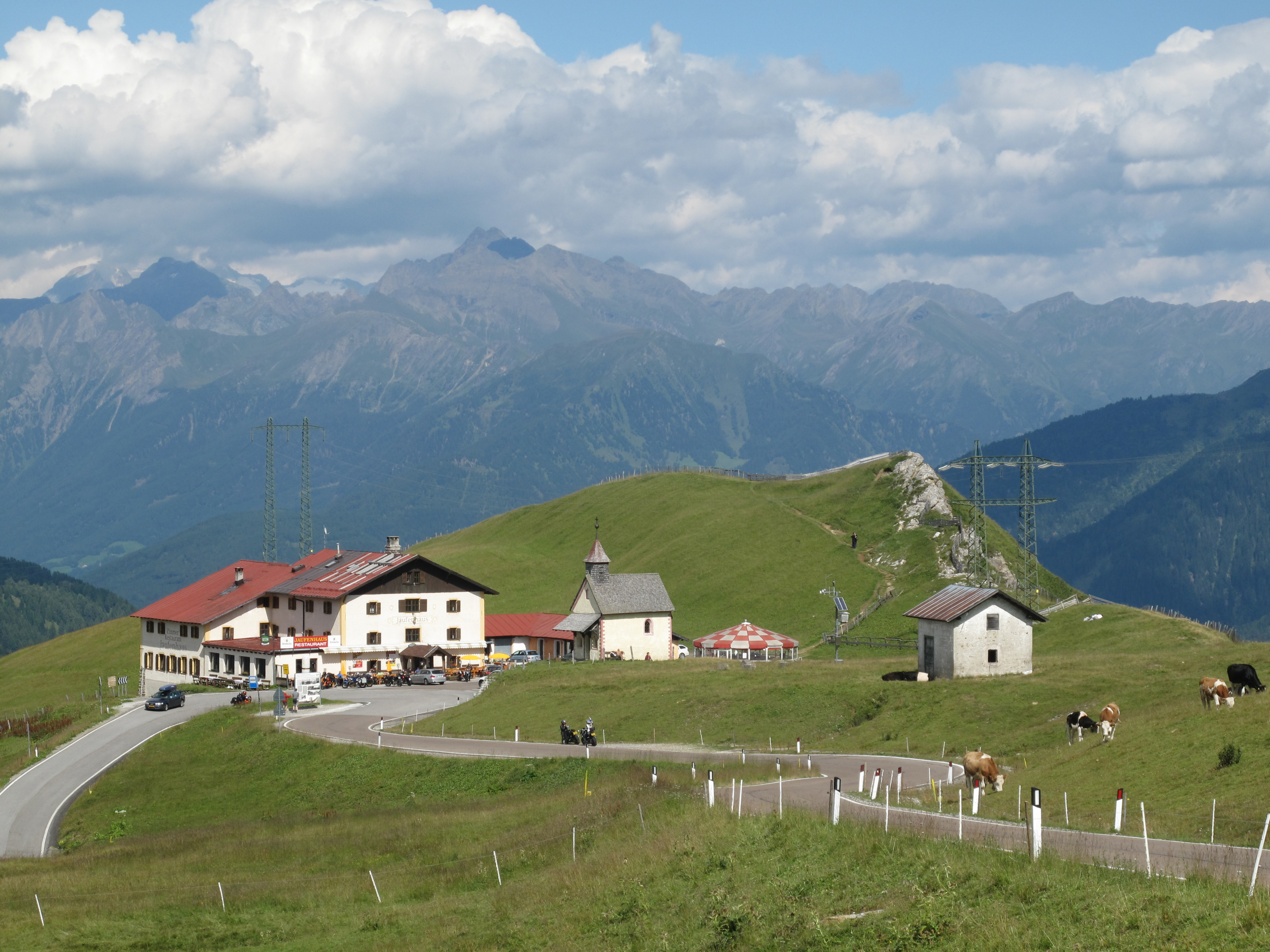
Jaufenpass, panorama 1
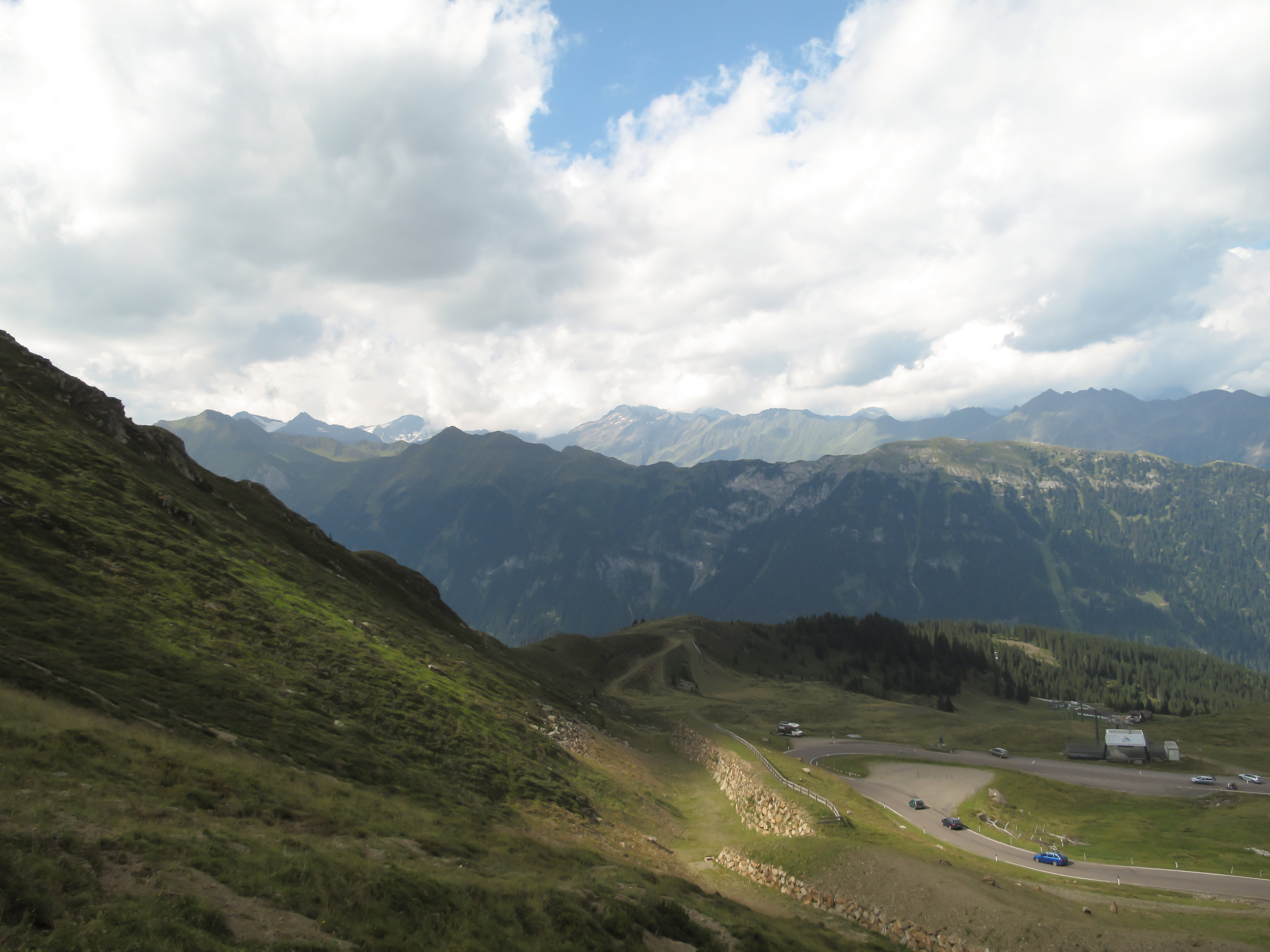
Jaufenpass, panorama 2
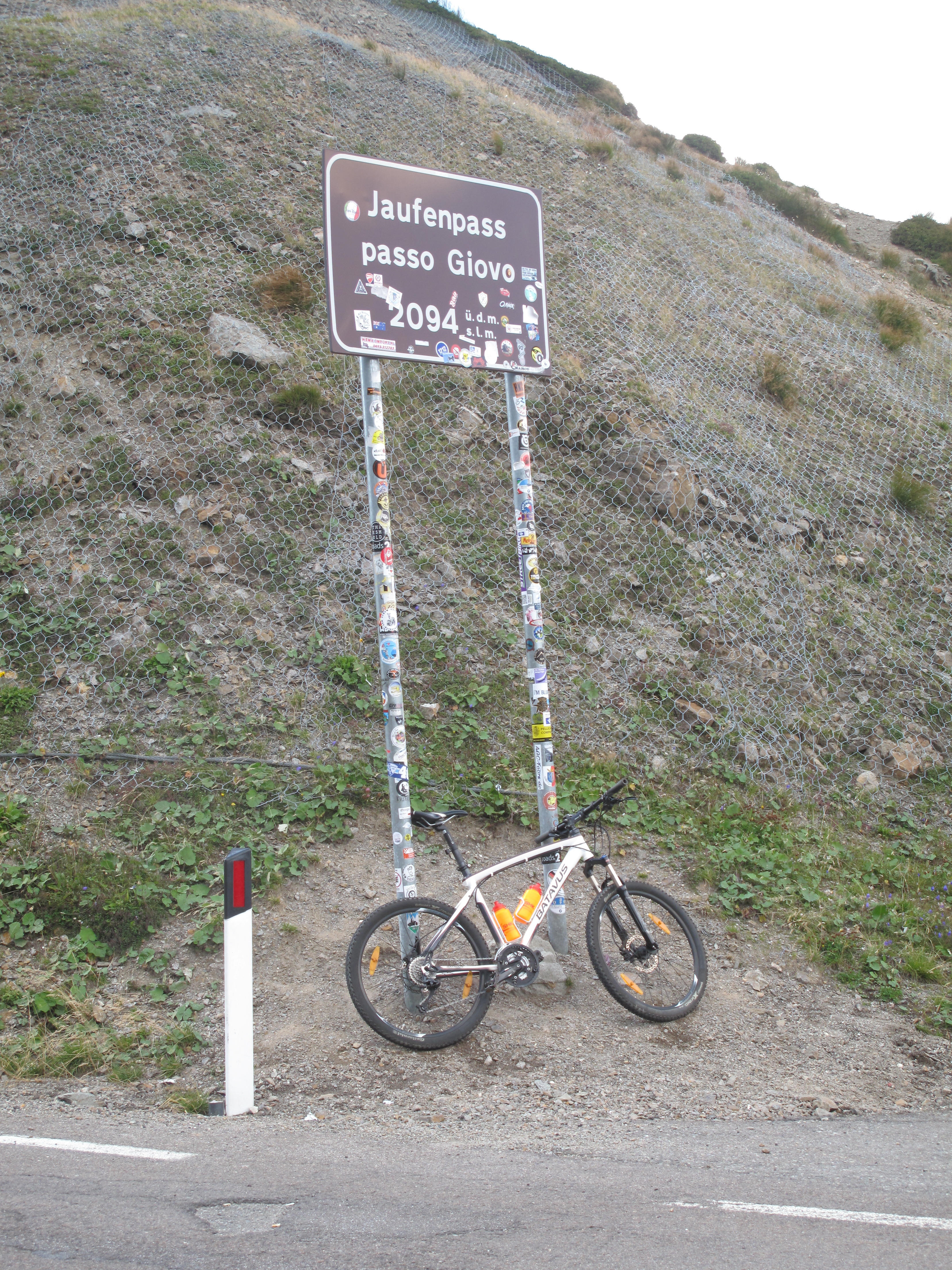
Jaufenpass, bordje van de pas
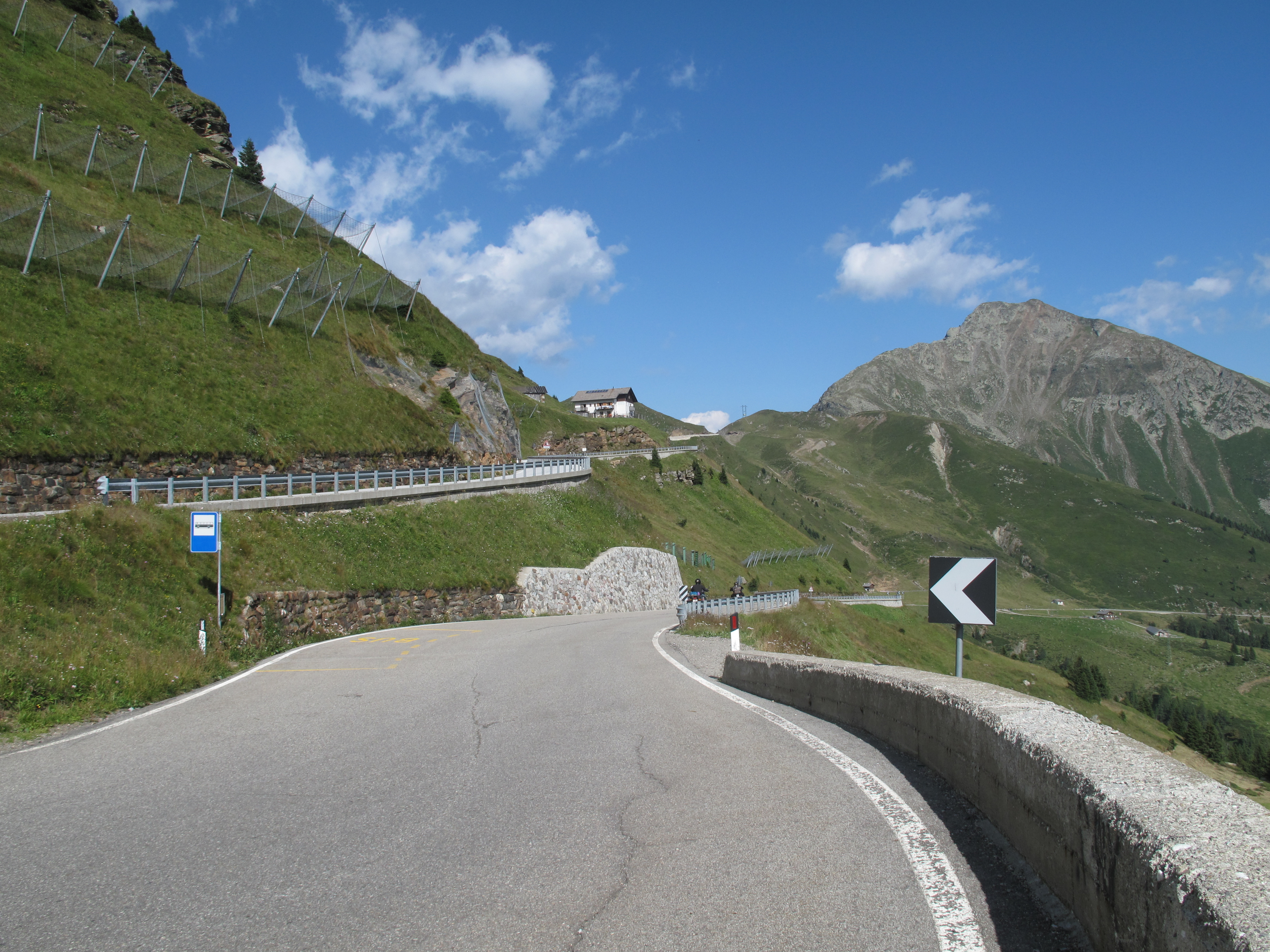
tussen de Jaufenpass en Sankt Leonhard, weg-panorama

Agnello · Aprica · Assietta · Baremone · Brenner · Brocon · Cadibona · Capannelle · Campolongo · Costalunga · Croce Dominii · Cuvignone · Duran · Esischie · Falzarego · Fauniera · Fedaia · Finestre · Forcola di Livigno · Foscagno · Gardena · Gavia · Giau · Giogo di Bala · Grote Sint-Bernhard · Jaufen · Joux · Kleine Sint-Bernhard · Lavaze · Leonessa · Lombarda · Maddalena · Manghen · Maniva · Mendel · Montgenèvre · Mont-Cenis · Monte Cristo · Mortirolo · Nigra · Nivolet · Penser Joch · Platigliolepas · Pfitscherjoch · Plöcken · Pordoi · Pratoriscio · Predil · Presolana · Reschen · Rolle · Sampeyre · San Carlo · San Marco · San Pellegrino · San Zeno · Scale · Sella · Sestriere · Sommeiller · Splügen · Staller Sattel · Staulanza · Stelvio · Tenda · Timmelsjoch · Tonale · Tre Croci · Tremalzo · Umbrail · Val Bighera · Valcavera · Valles · Valparola · Via del Sale · Vivione · Würz